# Enfield (Irlandia)
Enfield (irl. An Bóthar Buí) – miasto w hrabstwie Meath w Irlandii położone pomiędzy Kilcock and Kinnegad przy granicy z hrabstwem Kildare. Liczba mieszkańców w 2011 roku wynosiła 2929 osób.